# ホスロー2世
ホスロー2世（コスロウ2世、英語：Khosrow II、中世ペルシア語：フスロー（イ）/Husrō(y)、在位：590年-628年2月28日）はサーサーン朝の王。しばしば同王朝最後の偉大な王と見なされる。アパルヴェーズ（勝利者）と称され、ホスロー・パルヴィーズ（ペルシア語：خسرو پرویز）とも呼ばれる。
彼はホルミズド4世（在位：579年-590年）の息子、ホスロー1世（在位：531年-579年）の孫であり、イスラーム教徒のペルシア征服以前において長期間在位した最後のペルシア王である。イスラームによる征服はホスロー2世が処刑されて死亡してから5年後に始まった。彼は即位直後に玉座を追われた時、ビザンツ（東ローマ）の助けを得てそれを取り戻し、その10年後には豊かな中東のビザンツの属州を征服し、アケメネス朝の栄光を再現してみせた。彼の治世の大半はビザンツ帝国との戦争に費やされ、またバフラーム・チョービンやヴィスタムのような僭称者に苦しめられた。
602年から628年にかけてのビザンツ帝国とサーサーン朝の戦争の最終局面において、ホスロー2世は小アジアの西部の奥深くまで勢力を拡張させ、ついに626年、アヴァール人、スラヴ人の同盟軍と共にビザンツ帝国の首都コンスタンティノープルを包囲した。
この包囲戦が失敗した後、ビザンツ皇帝ヘラクレイオスは反撃を開始し、ホスロー2世が征服したレヴァント、アナトリアの大部分、西コーカサス、そしてエジプトの全てを奪回し、そして最終的にサーサーン朝の首都クテシフォン（テーシフォーン）に進軍した。ヘラクレイオスはこの戦争中にホスロー2世がレヴァントを征服した時に鹵獲していた聖十字架（真の十字架）も取り戻した。
『シャー・ナーメ』や、ニザーミー・ギャンジェヴィー（1141年-1209年）によって書かれた有名な悲恋のロマンス『ホスローとシーリーン』のようなペルシア文学の傑作を通じて、彼は最も偉大な文化的英雄の1人となっており、また恋愛物語の登場人物としても王としても著名である。『ホスローとシーリーン』は史実を綴ったものではないが、ホスロー2世とアラム人またはローマ（ビザンツ）の皇女シーリーンの愛の物語を伝えている。この物語においてシーリーンは長きに渡る求婚と次々と降りかかる艱難辛苦の末にホスロー2世の妃となる。

## 来歴

### 後世の逸話
歴史家ムハンマド・イブン・ジャリール・アッ＝タバリーはホスロー2世について次のように描写している。
勇敢さ、知恵、思慮深さにおいて他のペルシアの王達の大部分に勝り、武威と勝利において彼に匹敵する者は無く、宝物と幸運を保持する故に、勝利者を意味する「パルヴィーズ（Parviz）」と呼ばれた。

伝説によればホスロー2世は3,000人以上の側妻を住まわせたシャベスターンを持っていた。

### 若年期
ホスロー2世は570年頃生まれた。彼の父はホルミズド4世であり母親はグルガーンのアスパーフバド家の出身であった。ホスロー2世の母親の二人の兄弟、Vinduyihとヴィスタムはホスロー2世の若年期に大きな影響を与えた。ホスロー2世が初めて記録に登場するのは580年代、カフカス・アルバニアの首都パルタウに彼がいた時である。彼はその地でカフカス・アルバニア王国の総督（governor）を務めており、イベリア王国を取り潰しサーサーン朝の属州とした。更に、ホスロー2世はこの頃アルベラの総督も務めていた。

### 王位継承

591年の境界を含む後期古代のローマ・ペルシアの前線地図

ホスロー2世は彼の2人のおじ、ヴィスタムとVinduyihによって王座に付けられた。彼らはホルミズド4世を退位させ、盲目にして殺害した宮廷クーデターの首謀者であった。だが、同じ頃ミフラーン家のスパーフベド（軍司令官）、バフラーム・チョービンがサーサーン朝の首都クテシフォンへ向けて進軍し、2月28日に市のすぐそばで戦闘となった。この戦闘はホスロー2世の敗北によって終わり、彼は二人のおじと共にビザンツ帝国領へ逃亡した。
ビザンツ皇帝マウリキウス（在位：582年-602年）の歓心を買うためにホスロー2世はシリア属州へと行き、サーサーン朝が占領していたマルティロポリスでの反ビザンツ行動を停止するというメッセージを送ったが、効果がなかった。彼はその後、マウリキウスにメッセージを送り、サーサーン朝の王位奪還への支援を求めた。マウリキウスはアミダ、カルラエ、ダラ、そしてMiyafariqinに対するビザンツ主権の回復と引き換えにこれに同意した。更にペルシアはイベリアとアルメニアの出来事に介入することを止め、ラジスターン（コルキス）を事実上ビザンツ帝国に譲渡しなければならなかった。
591年、ホスロー2世はコンスタンティア（Constantia）に移動して、サーサーン朝が支配するメソポタミアの一部に侵攻する準備をし、ヴィスタムとVinduyihはアートゥルパーターカーン（アーザルバーイジャーン）で、ビザンツの将軍John Mystaconの監視の下、軍団を育成した。John Mystaconもまた、アルメニアで軍団を育成していた。しばらく後、ホスロー2世は南に行き、ビザンツの将軍コメンティオルスと共にメソポタミアに侵攻した。この侵攻の中で、ニシビスとマルティロポリスはすぐに彼らになびき、バフラーム・チョービンの将軍Zatsparhamは打倒され殺害された。この間、コメンティオルスが無礼であると感じていたホスロー2世は、南の司令官をナルセスに交代させるようにマウリキウスを説得した。ホスロー2世とナルセスはその後バフラーム・チョービンの支配地奥深くへと進み、ダラを制圧し、次いでマルディンを掌握してその地で復位を宣言した。この後すぐに、ホスロー2世はイラン人支持者の一人Mahbodhをクテシフォンを占領するために送り、彼はそれを成功させた。
一方で、ホスロー2世の2人のおじとJohn Mystaconは北部アートゥルパーターカーンを征服し、更に南部へと進んだ。彼らはそこでバフラーム・チョービンをBlarathonの戦いで撃破した。バフラーム・チョービンはフェルガナのテュルク人（突厥）の下へと逃亡した。しかしながら、ホスロー2世は彼を暗殺するか、またはテュルク人が彼を処刑するように説得することで、彼の脅威を排除することに成功した。
ビザンツ帝国との講和は公式に締結された。ホスロー2世への支援を通じて、マウリキウスはペルシア領アルメニアの大部分と西グルジア（コルキス-アブハジア）を獲得し、それまで支払われていたサーサーン朝への補助金の支払い停止に成功した。

## 治世

### ヴィスタムの反乱
勝利の後、ホスロー2世は彼のおじたちに高い地位を与えてその功績に報いた。Vinduyihは財務長官（treasurer）と宰相（first minister）となり、ヴィスタムはタバリスターンとアスパーフバド家の伝統的な根拠地であるホラーサーンを包括する東部のスパーフベド（軍司令官）の地位を得た。だが、ホスロー2世はすぐに意思を変え、父親殺害の嫌疑から自身を遠ざけるべく、おじたちを処刑することを決意した。サーサーン朝の君主たちは伝統的に力を持ちすぎた有力者を不信の目で見ており、またVinduyihの恩着せがましい振る舞いに対するホスロー2世の個人的な怒りも確実にこの決断を後押しした。Vinduyihはすぐに処刑された。シリア語の史料によれば、彼は兄弟のヴィスタムの下へ逃亡中に捕らえられたという。

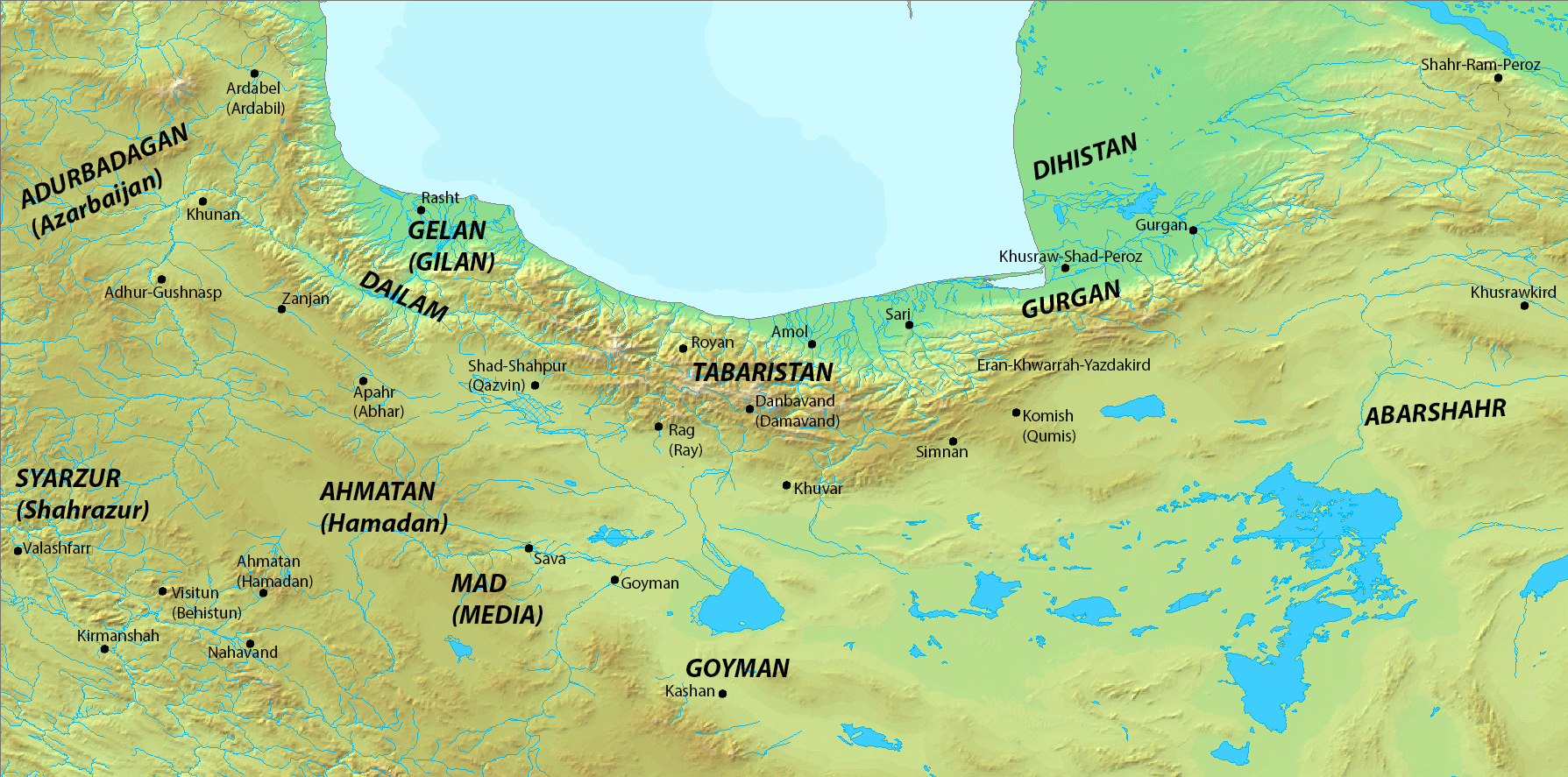
北部イランの地図

兄弟が殺害された知らせを受け、ヴィスタムは公然と反旗を翻した。アル＝ディナワリによれば、ヴィスタムはホスロー2世に手紙を送り、自身がパルティア王（アルサケス家）の後裔であることを理由に正当な王位があることを次のように伝えた。「そなたは余よりも支配者として相応しくない。まさに余がアレクサンドロスと戦ったダーラーの子ダーラー（ダレイオス）に連なる故に統治者としてより相応しい。そなたらサーサーン家の者たちは不当に我ら（アルサケス家）の上に立っており、我らが権利を簒奪し、我らを不正に取り扱った。そなたの祖先サーサーンは羊飼いにすぎなかったのだ。」。ヴィスタムの反乱は以前のバフラーム・チョービンの反乱のように支持者を得てたちまち拡大した。地方有力者や、バフラーム・チョービンの軍団の残党が彼の下へ集い、この流れはヴィスタムがバフラーム・チョービンの姉妹ゴルディヤ（Gordiya）と結婚した後は特に強まった。ヴィスタムは彼を制圧しようとした複数回のサーサーン王室側の攻撃を退け、すぐに4つに分かたれていたペルシアの国土のうち東部と北部全体に権威を確立した。その支配地はオクサス川から西方のアルダビールまで広がっていた。彼は東方へも遠征を行い、トランスオクシアナのエフタルの二人の王子、ShaugとPariowkを捕らえた。ヴィスタムの反乱が起きた時期は不明である。彼のコインから、反乱は7年間続いたことがわかっている。一般的には590年から596年頃であるとされている。しかし、J.D.ハワード＝ジョンストン（J.D. Howard–Johnston）やP. Pourshariatiのような何人かの学者はその発生をもっと遅く、アルメニアのVahewuniの反乱と一致する594/5年であると主張している。
ヴィスタムがメディアを脅かすようになると、ホスロー2世はいくつかの軍勢を差し向けたが、決定的な成果を得る事はできなかった。ヴィスタムと彼の支持者たちはギーラーンの山岳地帯へ後退し、サーサーン朝軍の複数のアルメニア人部隊が反逆してヴィスタムの下へと走った。最終的に、ホスロー2世はアルメニアのスムバト4世（バグラトゥニ家）に奉仕を呼びかけた。彼はクーミス（ヘカトンピュロス）の近郊でヴィスタムを捕捉した。戦闘中、ヴィスタムはホスロー2世の意を受けたPariowk（別の史料によれば彼の妻ゴルディヤ）によって殺害された。にもかかわらずヴィスタムの軍勢はクーミスからホスロー2世側の軍勢を退けることに成功した。そして翌年、スムバト4世は再度の遠征によってこの反乱を最終的に終わらせなければならなかった。

### ホスロー2世治世下の音楽
ホスロー2世の治世は音楽の黄金時代であると考えられている。ホスロー2世のよりも前に、ホスロー1世、バフラーム5世（バフラーム・グル）、そしてアルダシール1世のような王まで遡り、多くのサーサーン朝の王たちが音楽への強い関心を示していた。ホスロー2世の時代の著名な音楽家にはバールバド（ホスロー2世の寵愛した宮廷音楽家）、Bamshad、そしてNagisaがいる。

### 宗教政策
ホスロー2世はキリスト教徒のシーリーンと結婚した。彼らの息子マルダーンシャーは王位継承を望んでいた。ホスロー2世とキリスト教の関係は複雑である。彼の妻シーリーンはキリスト教徒であり、Yazdinは彼の財務長官（minister of finance）であった。彼の治世の間、単性論者とネストリウス派キリスト教徒の間で常に衝突があった。恐らく共に単性説を支持するシーリーンと宮廷医師のシンジャールのガブリエルの影響の下で、ホスロー2世は単性論者に好意的であり、彼の臣下全てに単性説を支持するように命じた。ホスロー2世はまた、資金と貢物をキリスト教の教会に分配した。ホスロー2世のキリスト教会に対する大きな寛容とキリスト教ビザンツ帝国との友好関係は、アルメニア人の著述家にホスロー2世がキリスト教徒であるとさえ考えさせた。ホスロー2世のキリスト教に対する好意的な政策（それはしかし、政治的な動機故であったであろう）によってゾロアスター教の神官たちの彼に対する人気は低下し、またキリスト教がサーサーン朝の周辺で大きな拡大を遂げた。
しかしながら、ホスロー2世はゾロアスター教徒にも注意を払っており、いくつもの拝火神殿を建造している。しかし、これはゾロアスター教の教会への助けとはならず、ホスロー2世の治世の間、ゾロアスター教は大きく衰退した。リチャード・ネルソン・フライはホスロー2世の治世は「思想への献身よりも、贅沢への献身によって記録された」と述べている。

### ラフム朝の王の廃位
602年頃、ホスロー2世はサーサーン朝の陪臣であったアル＝ヒーラのラフム朝の王アル＝ヌウマーン3世を処刑した。この理由はわかっていない。アラブの文法学者アブー・オバイダ（824年頃没）の伝える逸話ではアル＝ヌウマーン3世がホスロー2世の娘との結婚を拒否し、ペルシア人女性を侮辱したためであるという。他にホスロー2世がかつてバフラーム・チョービンに地位を追われた時に、アル＝ヌウマーン3世が亡命受け入れを拒否したためであるとも、ホスロー2世のお気に入りの詩人をアル＝ヌウマーン3世が殺害してしまったためだともいわれる。この結果、緩衝国家ラフム朝は消滅し、サーサーン朝の中央政府は西側の砂漠方面の防御をラフム朝から引き継いだ。これは最終的に、ホスロー2世の死後10年もたたないうちに発生したムスリムのカリフによる下イラク侵略と征服を容易にすることなった。

### ビザンツ帝国への侵攻

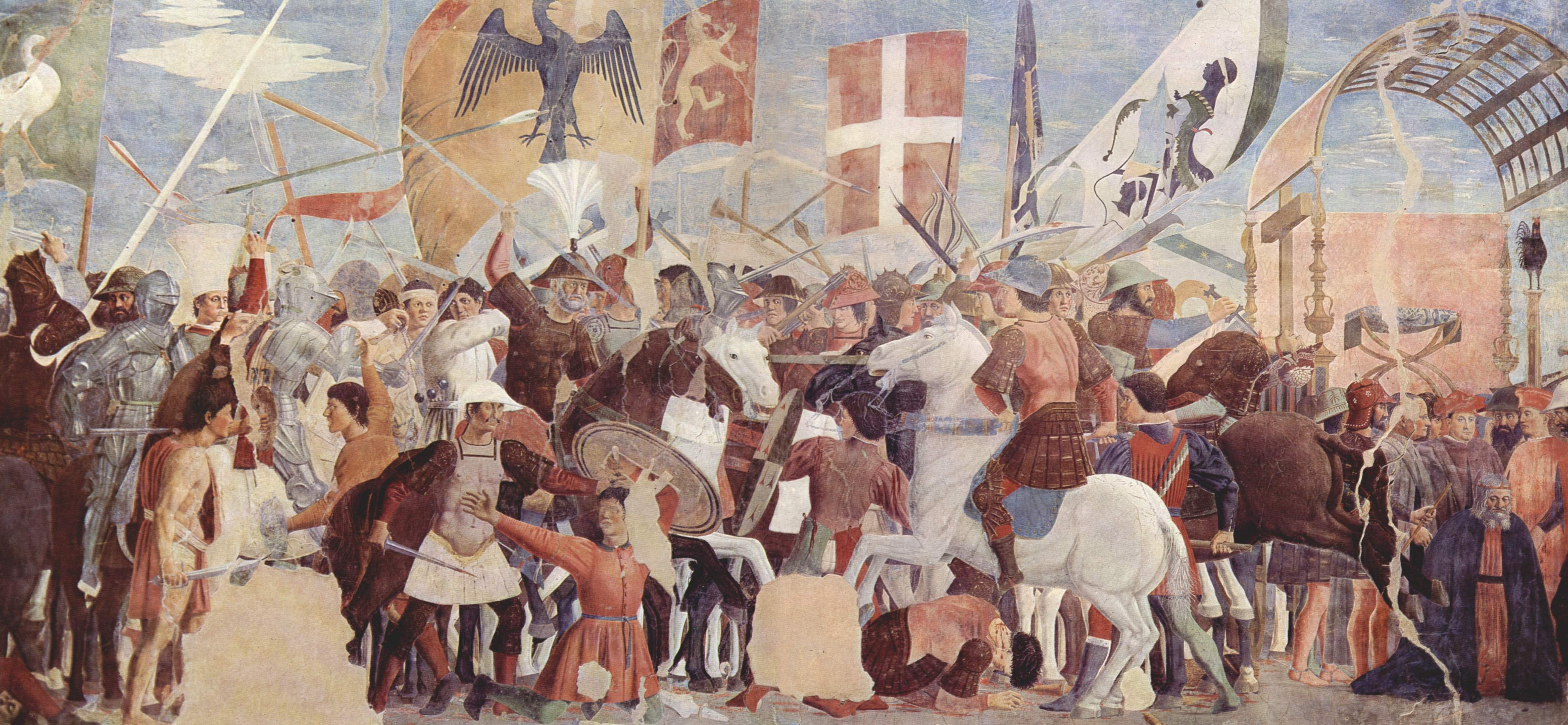
ヘラクレイオスのビザンツ帝国軍とホスロー2世指揮下のペルシア人の戦い。ピエロ・デラ・フランチェスカによるフレスコ画。1452年頃

彼の治世が始まった頃、ホスロー2世はビザンツ帝国と良好な関係にあった。しかし、602年にマウリキウス帝が将軍フォカス（在位：602年-610年）によって殺害され、ローマ（ビザンツ）皇帝位を奪われた時、ホスロー2世はコンスタンティノープル政府に対する攻撃を企図した。表向きの理由はマウリキウス殺害に対する報復であったが、彼の目的が可能な限りのビザンツ帝国領を併合することであったのは明らかである。ホスロー2世はシャフルバラーズと他の最良の将軍たちとともに、604年に迅速にダラとエデッサを占領し、北部でも失われた領土を再占領し、バフラーム・チョービンに対抗するための支援の代償としてマウリキウスにホスローが領土を譲渡した591年以前の境界まで国境を押し戻した。喪失領土を回復した後、ホスロー2世は戦場から戻り、軍事作戦はシャフルバラーズとShahin Vahmanzadeganに引き継いだ。サーサーン朝の軍隊はその後、シリアと小アジアを奪い、608年にはカルケドンまで前進した。

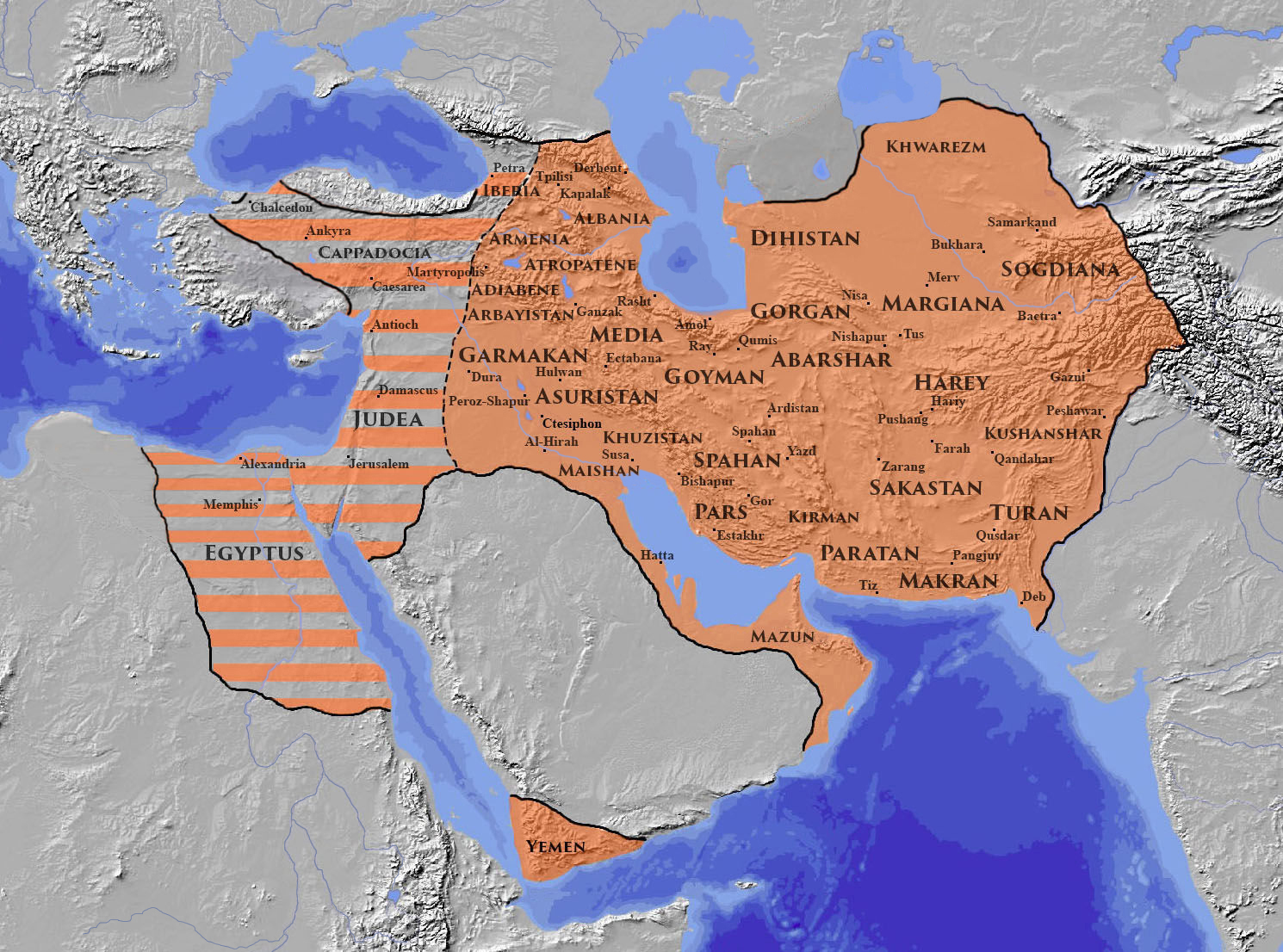
ホスロー2世時代の最大征服範囲。東地中海沿岸部の大半が一時的にサーサーン朝の支配下に入った。

610年、アルメニア人ヘラクレイオスは、フォカスに対して反乱を起こし彼を殺害して自らビザンツ帝国の帝位に就いた。彼はその後和平交渉を試み、ホスロー2世の宮廷に外交使節団を送った。だが、ホスロー2世は彼らの申し入れを拒否し、「その王国は余の物であり、余はマウリキウスの息子、テオドシウスを帝位に就けるだろう。（ヘラクレイオスは）余の命令無しに支配権を奪い、我々の物である宝物を我々への貢物として捧げようとしている。しかし余は彼を我が掌中に納めるまで止まることはない。」と述べた。その後、ホスロー2世は外交使節団を処刑した。
613年と614年、将軍シャフルバラーズはダマスカスとエルサレムを包囲占領し、聖十字架（真の十字架）を戦利品として持ち去った。すぐ後に、Shahinはビザンツ軍を何度も撃破しながらアナトリアを進軍し、618年にはシャフルバラーズがエジプトを征服した。ビザンツ帝国は内部対立によってバラバラになっていてほとんど対抗処置を取る事ができず、ドナウ川を越えて帝国に侵入したアヴァール人とスラヴ人にも圧迫されていた。622/3年、ロドス島とエーゲ海東部のいくつかの島がサーサーン朝の手に落ち、コンスタンティノープルは海上からの攻撃の脅威に晒された。コンスタンティノープルに漂う絶望感は、ヘラクレイオスが政府をアフリカのカルタゴへ移転させることを考えるほどのものであった。

### 突厥＝エフタルの侵入
606/7年頃、ホスロー2世はイラン中央部のスパハーンにまで侵入した突厥＝エフタル（Turko-Hephthalite）を退けるため、スムバト4世をアナトリア半島から呼び戻し、イランへ派遣した。スムバトはDatoyeanと言う名のペルシア人諸侯の支援を得て、突厥＝エフタルをペルシアから退け、彼らの支配地東ホラーサーンを奪い取った。その地でスムバト4世は彼らの王を一騎討ちで殺害したと言われている。ホスロー2世はその後、スムバトにKhosrow Shun（ホスローの喜び、またはホスローの満足）を、彼の息子のVaraztirots2世にJavitean Khosrow（永遠のホスロー）という名誉称号を与えた。
セベオスはこの出来事について以下のように記している。
| 「 | 彼（ホスロー2世）は巨大な象を飾り付け広間に連れてくるよう命じた。彼は（スムバト4世の息子）Varaztirots（彼はホスローによってJavitean Khosrowと呼ばれていた）に（その象の）上に座るよう仰せ付けた。そして彼は群衆に宝物をばら撒くよう命じた。彼は（スムバト4世に）hrovartakを書いて大いなる満足（を表現）し、大きな栄誉と栄光を伴って彼を宮廷に呼び寄せた。（スムバト4世）は（ホスロー2世）の統治28年（618/9年）に死亡した。 | 」 |

### ビザンツ帝国の侵攻と敗北
622年、サーサーン朝がエーゲ海で大きな前進を遂げたにもかかわらず、ビザンツ帝国のヘラクレイオスは戦場へ強力な軍事力を投入することが可能となった。624年、彼は北部アートゥルパーターカーンへ進み、その地でファッルフ・ホルミズドと、ホスロー2世に対する反乱を起こしていたロスタム・ファッロフザードの歓迎を受けた。ヘラクレイオスはその後、いくつかの都市とアードゥル・グシュナースプを含む複数の神殿の解体を始めた。
数年後の626年、ラジスターン（コルキス）を占領した。その数年後、シャフルバラーズはボスポラス海峡に面するカルケドンに進出し、ペルシアの同盟軍であるアヴァール人とスラヴ人と共にコンスタンティノープルの占領を試みた。この包囲で、サーサーン朝とアヴァール人、スラヴ人の連合軍はこのビザンツ帝国の首都攻略に失敗した。アヴァール人はこの都市を征服するのに十分な忍耐力と技術を持っていなかった。その上、ビザンツ海軍が海峡を堅く守っていたために、攻城戦に精通したペルシア人は軍団と攻城兵器をスラヴ人とアヴァール人が展開するボスポラス海峡の対岸へ輸送することができなかった。更にコンスタンティノープルの城壁は攻城塔や兵器に対して有効に機能した。攻撃が失敗したもう1つの理由は、ペルシア人とスラヴ人が海側の城壁を無視し、連絡を確立するために十分強力な海軍を持っていなかったことである。アヴァール人への補給の欠乏は最終的に彼らに包囲戦の放棄を促した。この作戦が失敗した後ホスロー2世の軍は撃破され、彼は628年にアナトリアから軍を撤退させた。
627年のペルシアと突厥の戦争に続いて、ヘラクレイオスはペルシア軍をニネヴェの戦いで撃破し、クテシフォンへ向けて進軍した。ホスロー2世は抵抗することなくクテシフォン近郊のダスタギルド（Dastagird）にあった彼の気に入りの邸宅から逃亡した。ヘラクレイオスはダスタギルドを占領し略奪した。

### 廃位と死

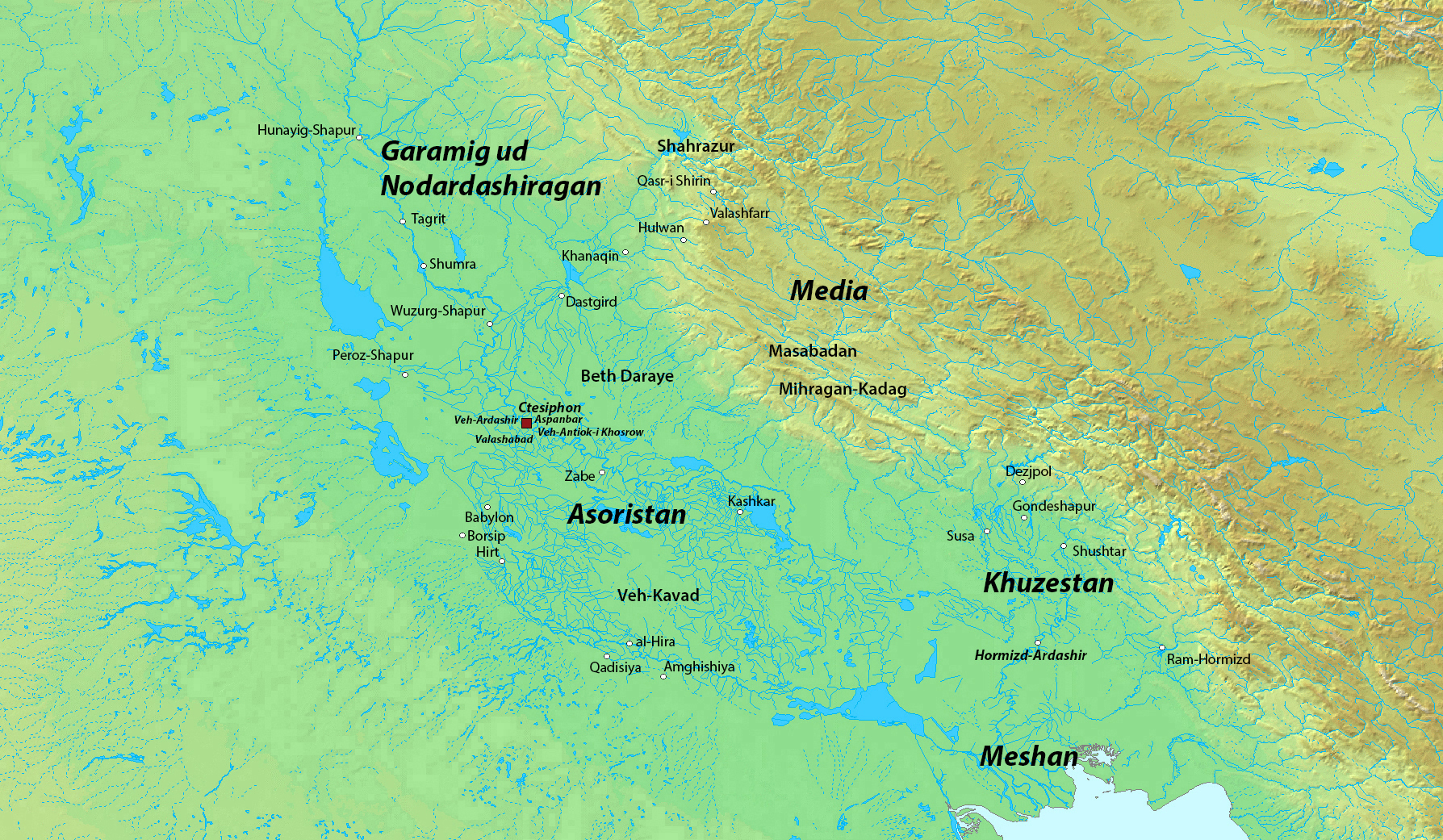
サーサーン朝支配下のメソポタミアと周辺の地図。

ダスタギルドが占領された後、ホスロー2世が投獄していた息子カワード2世はサーサーン朝の封建貴族たちの手によって解放された。その中にはアスパーフバド家家のスパーフベド（軍司令官）であるファッルフ・ホルミズドと、彼の二人の息子、ロスタム・ファッロフザードとファッルフザード、ミフラーン家の一族のシャフルバラーズ、Varaztirotsのアルメニア人の一派、そして最後にKanārangīyān一族のKanadbakがいた。2月25日、カワード2世はアスパド・グシュナースプと共にクテシフォンを占領しホスロー2世を投獄した。カワード2世はその後、自身がサーサーン朝の王であることを宣言し、ペーローズ・ホスローに自身の兄弟と異母兄弟全員の処刑を命じた。その中にはホスロー2世が最も愛した息子マルダーンシャーが含まれていた。
3日後、カワード2世はミフル・ホルミズドに父、ホスロー2世の処刑を命じた（いくつかの史料は彼はゆっくりと矢で射殺されたとしている。）。ペルシアの貴族たちの支持を受けてカワード2世はその後ビザンツ皇帝ヘラクレイオスとの間に講和を結び、ビザンツ帝国に占領した全ての領土と捕虜を返還し、賠償金を支払い、また614年にエルサレムで鹵獲した聖十字架（真の十字架）とその他の遺物も共に返還した。ヘラクレイオスはコンスタンティノープルに凱旋し、サーサーン朝は僅か10年前の栄光の座から無政府状態へと転落した。

## イスラームの伝承におけるホスロー2世
イスラームの伝承が伝える物語では、ホスロー2世（キスラー、アラビア語: كسرى：Kisra）は預言者ムハンマドが手紙を携えた使者としてAbdullah ibn Hudhafah as-Sahmiを送ったペルシアの王である。その手紙でムハンマドはホスロー2世にイスラームに帰依するように求めている。ムスリムの伝承ではその内容は次のようなものである。
慈悲あまねく慈愛深きアッラーの御名において。

アッラーの使徒ムハンマドより、ペルシアの偉大なる首領（指導者）キスラーへ。真理を求め、アッラーとその使徒を信じ、アッラーの他に神は無く、アッラーに共同者はなく、ムハンマドがアッラーの僕であり預言者であると信じると証言した者の上に平安あれ。アッラーの命の下、私はアッラーの下にあなたを招く。アッラーは全ての人々を導くために私を遣わされた。私はアッラーの全ての怒りを警告し、不信仰者たちに最後通牒を示すであろう。あなたが（今の人生と次の人生において）安全であるためにイスラームを受け止めよ。もしイスラームを受け入れることを拒否するならば、あなたはマギの罪の咎を負うであろう。
イスラームの伝承は更に次のように記述している。ホスロー2世はムハンマドの手紙を破り捨て、「我が臣下の中の哀れな奴隷が敢えて彼の名前を我が名の前に書いている。」と述べ、彼の臣下でイエメンの統治者であるバドハンに二人の屈強な男を派遣してこの人物（ムハンマド）を特定し、捕らえてヒジャーズからホスロー2世の下へ送るよう命じた。Abdullah ibn Hudhafah as-Sahmiがホスロー2世が手紙をズタズタに破り捨てたことをムハンマドに話した時、ムハンマドはホスロー2世の破滅を約束し、「どうなろうと、アッラーは彼の王国を破壊するであろう。」と述べた。彼の言葉は間もなくペルシア軍がウマル・イブン・ハッターブの手で敗北させられたことで現実のものとなった。

## 美術

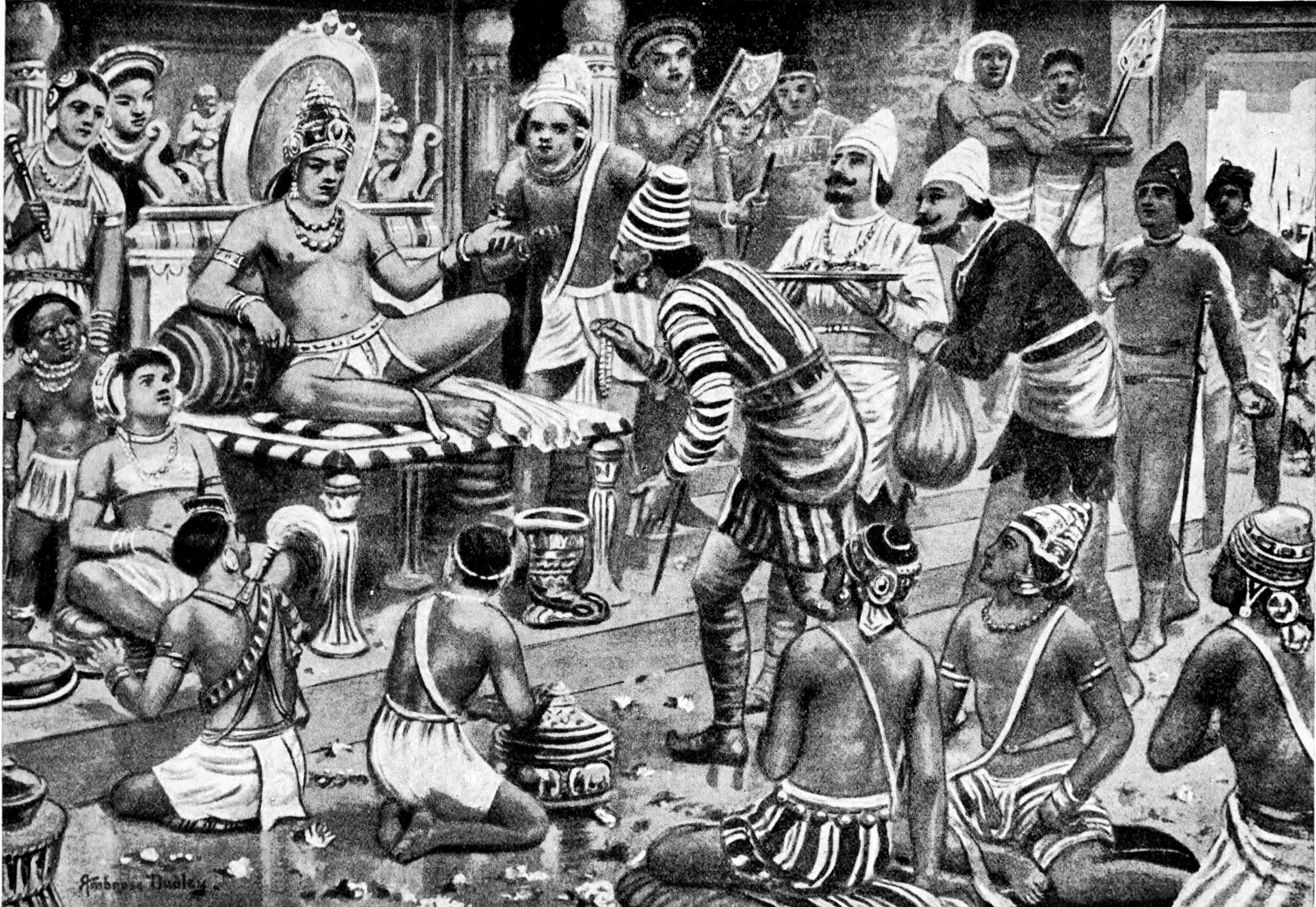
インドのチャールキヤ朝の王プラケーシン2世（在位：610年-642年）がホスロー2世時代のサーサーン朝の使者を受け入れた様子を描写した美術作品。

ヘラクレイオスとホスロー2世の戦いはピエロ・デラ・フランチェスカによる有名な初期ルネッサンスのフレスコ画に描かれている。これは聖十字架伝説と呼ばれる聖フランチェスコ教会を一巡りする作品の一部で、ホスロー2世の戦いや死の様な、彼の人生における出来事を描いた多数のペルシア・ミニアチュールが描かれている。

## 家族
ホスロー2世はホルミズド4世と、名前が知られていないアスパーフバド家家出身の貴族の女性の息子である。彼女はヴィスタムとVinduyihの姉妹であった。ホスロー2世にはまた、Mah-Adhur Gushnaspとナルセ1世と言う名の2人の従兄弟がアスパーフバド家にいた。彼にはサーサーン朝の貴族でHormuzanと言う名の義兄弟がいた。彼はパルティアの7氏族の1つの出身であり、後にイスラーム教徒のペルシア征服の際にアラブ人と戦った。しかしながら、これはカワード2世の母親がマリアと言う名のビザンツ帝国の皇女であったことから恐らく誤りである。
ホスロー2世は3度結婚している。最初の結婚はビザンツ帝国の皇帝マウリキウスの娘マリアであり、彼女はカワード2世を産んだ。次はバフラーム・チョービンの姉妹ゴルディヤ（Gordiya）であり、彼女はJavanshirを産んだ。最後はシーリーンであり、彼女はマルダーンシャーを産んだ。ホスロー2世にはまた、ボーラーン、アーザルミードゥフト、シャフリヤール、そしてファッルフザード・ホスローという名前の子供たちがいた。この王子と王女たちはシャフリヤール以外の全員が、後のサーサーン内戦 (628年-632年)の間にペルシアの君主となっている。ホスロー2世には他にカワードと言う名の兄弟とMirhranと言う名の姉妹がいた。彼女はサーサーン朝のスパーフベド（軍司令官）、シャフルバラーズと結婚し、後に彼との間にシャープール5世（Shapur-i Shahrvaraz）を産んだ。カワードは名前不明の女性と結婚し、ホスロー3世を産んだ。

### 系図
|  |  |                     |                     |                     |                     |                     |                     |                                 |                                 |                                 |                                 |                                 |                                 |                                  |                                  |                                  |                                  |                                  |                                  |                                       |                                       | ホスロー1世 （531-579）               | ホスロー1世 （531-579）               | ホスロー1世 （531-579）               | ホスロー1世 （531-579）               | ホスロー1世 （531-579）    | ホスロー1世 （531-579）    |                            |                            |                            |                            |                          |                          |                          |                          |                          |                          |           |           | シャープール († 580年代) | シャープール († 580年代) | シャープール († 580年代) | シャープール († 580年代) | シャープール († 580年代) | シャープール († 580年代) |                                         |                                         |                                         |                                         |                                         |                                         |                     |                     |                     |                     |          |          |                         |                         |                         |                         |                         |                         |  |  |                          |                          |                          |                          |                          |                          |                    |                    |                    |                    |           |           |           |           |           |           |  |  |           |           |           |           |           |           |  |  |        |        |        |        |        |        |  |  |  |  |  |  |  |  |  |  |  |  |  |  |  |  |  |  |  |  |  |  |  |  |
|  |  |                     |                     |                     |                     |                     |                     |                                 |                                 |                                 |                                 |                                 |                                 |                                  |                                  |                                  |                                  |                                  |                                  |                                       |                                       | ホスロー1世 （531-579）               | ホスロー1世 （531-579）               | ホスロー1世 （531-579）               | ホスロー1世 （531-579）               | ホスロー1世 （531-579）    | ホスロー1世 （531-579）    |                            |                            |                            |                            |                          |                          |                          |                          |                          |                          |           |           | シャープール († 580年代) | シャープール († 580年代) | シャープール († 580年代) | シャープール († 580年代) | シャープール († 580年代) | シャープール († 580年代) |                                         |                                         |                                         |                                         |                                         |                                         |                     |                     |                     |                     |          |          |                         |                         |                         |                         |                         |                         |  |  |                          |                          |                          |                          |                          |                          |                    |                    |                    |                    |           |           |           |           |           |           |  |  |           |           |           |           |           |           |  |  |        |        |        |        |        |        |  |  |  |  |  |  |  |  |  |  |  |  |  |  |  |  |  |  |  |  |  |  |  |  |
|  |  |                     |                     |                     |                     |                     |                     |                                 |                                 |                                 |                                 |                                 |                                 |                                  |                                  |                                  |                                  |                                  |                                  |                                       |                                       |                                       |                                       |                                       |                                       |                            |                            |                            |                            |                            |                            |                          |                          |                          |                          |                          |                          |           |           |                          |                          |                          |                          |                          |                          |                                         |                                         |                                         |                                         |                                         |                                         |                     |                     |                     |                     |          |          |                         |                         |                         |                         |                         |                         |  |  |                          |                          |                          |                          |                          |                          |                    |                    |                    |                    |           |           |           |           |           |           |  |  |           |           |           |           |           |           |  |  |        |        |        |        |        |        |  |  |  |  |  |  |  |  |  |  |  |  |  |  |  |  |  |  |  |  |  |  |  |  |
|  |  |                     |                     |                     |                     |                     |                     |                                 |                                 |                                 |                                 |                                 |                                 |                                  |                                  |                                  |                                  |                                  |                                  |                                       |                                       |                                       |                                       |                                       |                                       |                            |                            |                            |                            |                            |                            |                          |                          |                          |                          |                          |                          |           |           |                          |                          |                          |                          |                          |                          |                                         |                                         |                                         |                                         |                                         |                                         |                     |                     |                     |                     |          |          |                         |                         |                         |                         |                         |                         |  |  |                          |                          |                          |                          |                          |                          |                    |                    |                    |                    |           |           |           |           |           |           |  |  |           |           |           |           |           |           |  |  |        |        |        |        |        |        |  |  |  |  |  |  |  |  |  |  |  |  |  |  |  |  |  |  |  |  |  |  |  |  |
|  |  |                     |                     |                     |                     |                     |                     |                                 |                                 |                                 |                                 |                                 |                                 |                                  |                                  |                                  |                                  |                                  |                                  |                                       |                                       | ホルミズド4世 （579-590）             | ホルミズド4世 （579-590）             | ホルミズド4世 （579-590）             | ホルミズド4世 （579-590）             | ホルミズド4世 （579-590）  | ホルミズド4世 （579-590）  |                            |                            | 不明                       | 不明                       | 不明                     | 不明                     | 不明                     | 不明                     |                          |                          |           |           |                          |                          |                          |                          |                          |                          | ヴィスタム （590/1-596または594/5-600） | ヴィスタム （590/1-596または594/5-600） | ヴィスタム （590/1-596または594/5-600） | ヴィスタム （590/1-596または594/5-600） | ヴィスタム （590/1-596または594/5-600） | ヴィスタム （590/1-596または594/5-600） |                     |                     |                     |                     | Vinduyih | Vinduyih | Vinduyih                | Vinduyih                | Vinduyih                | Vinduyih                |                         |                         |  |  | 貴族の女性               | 貴族の女性               | 貴族の女性               | 貴族の女性               | 貴族の女性               | 貴族の女性               |                    |                    | Jushnas            | Jushnas            | Jushnas   | Jushnas   | Jushnas   | Jushnas   |           |           |  |  |           |           |           |           |           |           |  |  |        |        |        |        |        |        |  |  |  |  |  |  |  |  |  |  |  |  |  |  |  |  |  |  |  |  |  |  |  |  |
|  |  |                     |                     |                     |                     |                     |                     |                                 |                                 |                                 |                                 |                                 |                                 |                                  |                                  |                                  |                                  |                                  |                                  |                                       |                                       | ホルミズド4世 （579-590）             | ホルミズド4世 （579-590）             | ホルミズド4世 （579-590）             | ホルミズド4世 （579-590）             | ホルミズド4世 （579-590）  | ホルミズド4世 （579-590）  |                            |                            | 不明                       | 不明                       | 不明                     | 不明                     | 不明                     | 不明                     |                          |                          |           |           |                          |                          |                          |                          |                          |                          | ヴィスタム （590/1-596または594/5-600） | ヴィスタム （590/1-596または594/5-600） | ヴィスタム （590/1-596または594/5-600） | ヴィスタム （590/1-596または594/5-600） | ヴィスタム （590/1-596または594/5-600） | ヴィスタム （590/1-596または594/5-600） |                     |                     |                     |                     | Vinduyih | Vinduyih | Vinduyih                | Vinduyih                | Vinduyih                | Vinduyih                |                         |                         |  |  | 貴族の女性               | 貴族の女性               | 貴族の女性               | 貴族の女性               | 貴族の女性               | 貴族の女性               |                    |                    | Jushnas            | Jushnas            | Jushnas   | Jushnas   | Jushnas   | Jushnas   |           |           |  |  |           |           |           |           |           |           |  |  |        |        |        |        |        |        |  |  |  |  |  |  |  |  |  |  |  |  |  |  |  |  |  |  |  |  |  |  |  |  |
|  |  |                     |                     |                     |                     |                     |                     |                                 |                                 |                                 |                                 |                                 |                                 |                                  |                                  |                                  |                                  |                                  |                                  |                                       |                                       |                                       |                                       |                                       |                                       |                            |                            |                            |                            |                            |                            |                          |                          |                          |                          |                          |                          |           |           |                          |                          |                          |                          |                          |                          |                                         |                                         |                                         |                                         |                                         |                                         |                     |                     |                     |                     |          |          |                         |                         |                         |                         |                         |                         |  |  |                          |                          |                          |                          |                          |                          |                    |                    |                    |                    |           |           |           |           |           |           |  |  |           |           |           |           |           |           |  |  |        |        |        |        |        |        |  |  |  |  |  |  |  |  |  |  |  |  |  |  |  |  |  |  |  |  |  |  |  |  |
|  |  |                     |                     |                     |                     |                     |                     |                                 |                                 |                                 |                                 |                                 |                                 |                                  |                                  |                                  |                                  |                                  |                                  |                                       |                                       |                                       |                                       |                                       |                                       |                            |                            |                            |                            |                            |                            |                          |                          |                          |                          |                          |                          |           |           |                          |                          |                          |                          |                          |                          |                                         |                                         |                                         |                                         |                                         |                                         |                     |                     |                     |                     |          |          |                         |                         |                         |                         |                         |                         |  |  |                          |                          |                          |                          |                          |                          |                    |                    |                    |                    |           |           |           |           |           |           |  |  |           |           |           |           |           |           |  |  |        |        |        |        |        |        |  |  |  |  |  |  |  |  |  |  |  |  |  |  |  |  |  |  |  |  |  |  |  |  |
|  |  |                     |                     |                     |                     |                     |                     |                                 |                                 |                                 |                                 |                                 |                                 |                                  |                                  |                                  |                                  |                                  |                                  |                                       |                                       |                                       |                                       |                                       |                                       |                            |                            |                            |                            |                            |                            |                          |                          |                          |                          |                          |                          |           |           |                          |                          |                          |                          |                          |                          |                                         |                                         |                                         |                                         |                                         |                                         |                     |                     |                     |                     |          |          |                         |                         |                         |                         |                         |                         |  |  |                          |                          |                          |                          |                          |                          |                    |                    |                    |                    |           |           |           |           |           |           |  |  |           |           |           |           |           |           |  |  |        |        |        |        |        |        |  |  |  |  |  |  |  |  |  |  |  |  |  |  |  |  |  |  |  |  |  |  |  |  |
|  |  |                     |                     |                     |                     |                     |                     |                                 |                                 | ホスロー2世 （590-628）         | ホスロー2世 （590-628）         | ホスロー2世 （590-628）         | ホスロー2世 （590-628）         | ホスロー2世 （590-628）          | ホスロー2世 （590-628）          |                                  |                                  |                                  |                                  |                                       |                                       |                                       |                                       |                                       |                                       |                            |                            |                            |                            |                            |                            |                          |                          |                          |                          |                          |                          |           |           |                          |                          |                          |                          |                          |                          |                                         |                                         |                                         |                                         | カワード                                | カワード                                | カワード            | カワード            | カワード            | カワード            |          |          | Mirhran                 | Mirhran                 | Mirhran                 | Mirhran                 | Mirhran                 | Mirhran                 |  |  |                          |                          |                          |                          | Mah-Adhur Gushnasp       | Mah-Adhur Gushnasp       | Mah-Adhur Gushnasp | Mah-Adhur Gushnasp | Mah-Adhur Gushnasp | Mah-Adhur Gushnasp |           |           |           |           |           |           |  |  | ナルセ1世 | ナルセ1世 | ナルセ1世 | ナルセ1世 | ナルセ1世 | ナルセ1世 |  |  |        |        |        |        |        |        |  |  |  |  |  |  |  |  |  |  |  |  |  |  |  |  |  |  |  |  |  |  |  |  |
|  |  |                     |                     |                     |                     |                     |                     |                                 |                                 | ホスロー2世 （590-628）         | ホスロー2世 （590-628）         | ホスロー2世 （590-628）         | ホスロー2世 （590-628）         | ホスロー2世 （590-628）          | ホスロー2世 （590-628）          |                                  |                                  |                                  |                                  |                                       |                                       |                                       |                                       |                                       |                                       |                            |                            |                            |                            |                            |                            |                          |                          |                          |                          |                          |                          |           |           |                          |                          |                          |                          |                          |                          |                                         |                                         |                                         |                                         | カワード                                | カワード                                | カワード            | カワード            | カワード            | カワード            |          |          | Mirhran                 | Mirhran                 | Mirhran                 | Mirhran                 | Mirhran                 | Mirhran                 |  |  |                          |                          |                          |                          | Mah-Adhur Gushnasp       | Mah-Adhur Gushnasp       | Mah-Adhur Gushnasp | Mah-Adhur Gushnasp | Mah-Adhur Gushnasp | Mah-Adhur Gushnasp |           |           |           |           |           |           |  |  | ナルセ1世 | ナルセ1世 | ナルセ1世 | ナルセ1世 | ナルセ1世 | ナルセ1世 |  |  |        |        |        |        |        |        |  |  |  |  |  |  |  |  |  |  |  |  |  |  |  |  |  |  |  |  |  |  |  |  |
|  |  |                     |                     |                     |                     |                     |                     |                                 |                                 |                                 |                                 |                                 |                                 |                                  |                                  |                                  |                                  |                                  |                                  |                                       |                                       |                                       |                                       |                                       |                                       |                            |                            |                            |                            |                            |                            |                          |                          |                          |                          |                          |                          |           |           |                          |                          |                          |                          |                          |                          |                                         |                                         |                                         |                                         |                                         |                                         |                     |                     |                     |                     |          |          |                         |                         |                         |                         |                         |                         |  |  |                          |                          |                          |                          |                          |                          |                    |                    |                    |                    |           |           |           |           |           |           |  |  |           |           |           |           |           |           |  |  |        |        |        |        |        |        |  |  |  |  |  |  |  |  |  |  |  |  |  |  |  |  |  |  |  |  |  |  |  |  |
|  |  | カワード2世 （628） | カワード2世 （628） | カワード2世 （628） | カワード2世 （628） | カワード2世 （628） | カワード2世 （628） |                                 |                                 |                                 |                                 |                                 |                                 | アーザルミードゥフト （630-631） | アーザルミードゥフト （630-631） | アーザルミードゥフト （630-631） | アーザルミードゥフト （630-631） | アーザルミードゥフト （630-631） | アーザルミードゥフト （630-631） |                                       |                                       |                                       |                                       |                                       |                                       | マルダーンシャー （† 628） | マルダーンシャー （† 628） | マルダーンシャー （† 628） | マルダーンシャー （† 628） | マルダーンシャー （† 628） | マルダーンシャー （† 628） |                          |                          |                          |                          |                          |                          | Javanshir | Javanshir | Javanshir                | Javanshir                | Javanshir                | Javanshir                |                          |                          |                                         |                                         |                                         |                                         | ホスロー3世 （630）                     | ホスロー3世 （630）                     | ホスロー3世 （630） | ホスロー3世 （630） | ホスロー3世 （630） | ホスロー3世 （630） |          |          | シャープール5世 （630） | シャープール5世 （630） | シャープール5世 （630） | シャープール5世 （630） | シャープール5世 （630） | シャープール5世 （630） |  |  |                          |                          |                          |                          |                          |                          |                    |                    |                    |                    |           |           |           |           |           |           |  |  |           |           |           |           |           |           |  |  |        |        |        |        |        |        |  |  |  |  |  |  |  |  |  |  |  |  |  |  |  |  |  |  |  |  |  |  |  |  |
|  |  | カワード2世 （628） | カワード2世 （628） | カワード2世 （628） | カワード2世 （628） | カワード2世 （628） | カワード2世 （628） |                                 |                                 |                                 |                                 |                                 |                                 | アーザルミードゥフト （630-631） | アーザルミードゥフト （630-631） | アーザルミードゥフト （630-631） | アーザルミードゥフト （630-631） | アーザルミードゥフト （630-631） | アーザルミードゥフト （630-631） |                                       |                                       |                                       |                                       |                                       |                                       | マルダーンシャー （† 628） | マルダーンシャー （† 628） | マルダーンシャー （† 628） | マルダーンシャー （† 628） | マルダーンシャー （† 628） | マルダーンシャー （† 628） |                          |                          |                          |                          |                          |                          | Javanshir | Javanshir | Javanshir                | Javanshir                | Javanshir                | Javanshir                |                          |                          |                                         |                                         |                                         |                                         | ホスロー3世 （630）                     | ホスロー3世 （630）                     | ホスロー3世 （630） | ホスロー3世 （630） | ホスロー3世 （630） | ホスロー3世 （630） |          |          | シャープール5世 （630） | シャープール5世 （630） | シャープール5世 （630） | シャープール5世 （630） | シャープール5世 （630） | シャープール5世 （630） |  |  |                          |                          |                          |                          |                          |                          |                    |                    |                    |                    |           |           |           |           |           |           |  |  |           |           |           |           |           |           |  |  |        |        |        |        |        |        |  |  |  |  |  |  |  |  |  |  |  |  |  |  |  |  |  |  |  |  |  |  |  |  |
|  |  |                     |                     |                     |                     |                     |                     |                                 |                                 |                                 |                                 |                                 |                                 |                                  |                                  |                                  |                                  |                                  |                                  |                                       |                                       |                                       |                                       |                                       |                                       |                            |                            |                            |                            |                            |                            |                          |                          |                          |                          |                          |                          |           |           |                          |                          |                          |                          |                          |                          |                                         |                                         |                                         |                                         |                                         |                                         |                     |                     |                     |                     |          |          |                         |                         |                         |                         |                         |                         |  |  | カワード・グシュナースプ | カワード・グシュナースプ | カワード・グシュナースプ | カワード・グシュナースプ | カワード・グシュナースプ | カワード・グシュナースプ |                    |                    |                    |                    | Anoshagan | Anoshagan | Anoshagan | Anoshagan | Anoshagan | Anoshagan |  |  | Tamahij   | Tamahij   | Tamahij   | Tamahij   | Tamahij   | Tamahij   |  |  | Bistam | Bistam | Bistam | Bistam | Bistam | Bistam |  |  |  |  |  |  |  |  |  |  |  |  |  |  |  |  |  |  |  |  |  |  |  |  |
|  |  |                     |                     |                     |                     |                     |                     | ボーラーン （629-630、631-632） | ボーラーン （629-630、631-632） | ボーラーン （629-630、631-632） | ボーラーン （629-630、631-632） | ボーラーン （629-630、631-632） | ボーラーン （629-630、631-632） |                                  |                                  |                                  |                                  |                                  |                                  | ファッルフザード・ホスロー5世 （631） | ファッルフザード・ホスロー5世 （631） | ファッルフザード・ホスロー5世 （631） | ファッルフザード・ホスロー5世 （631） | ファッルフザード・ホスロー5世 （631） | ファッルフザード・ホスロー5世 （631） |                            |                            |                            |                            |                            |                            | シャフリヤール （† 628） | シャフリヤール （† 628） | シャフリヤール （† 628） | シャフリヤール （† 628） | シャフリヤール （† 628） | シャフリヤール （† 628） |           |           |                          |                          |                          |                          | 不明                     | 不明                     | 不明                                    | 不明                                    | 不明                                    | 不明                                    |                                         |                                         |                     |                     |                     |                     |          |          |                         |                         |                         |                         |                         |                         |  |  | カワード・グシュナースプ | カワード・グシュナースプ | カワード・グシュナースプ | カワード・グシュナースプ | カワード・グシュナースプ | カワード・グシュナースプ |                    |                    |                    |                    | Anoshagan | Anoshagan | Anoshagan | Anoshagan | Anoshagan | Anoshagan |  |  | Tamahij   | Tamahij   | Tamahij   | Tamahij   | Tamahij   | Tamahij   |  |  | Bistam | Bistam | Bistam | Bistam | Bistam | Bistam |  |  |  |  |  |  |  |  |  |  |  |  |  |  |  |  |  |  |  |  |  |  |  |  |